# Rajcsány
Rajcsány (szlovákul Rajčany) község Szlovákiában, a Nyitrai kerület Nagytapolcsányi járásában.

## Fekvése
Nagytapolcsánytól 8 km-re északkeletre, a Bebrava jobb partján található.

## Története
A település első írásos említése 1244-ben történt, földesurai a Rajcsányi, később a Szászy családok voltak. 1553-ban 7 és fél portával adózott. 1715-ben 8 adózó háztartása létezett. 1778-ban 5 nemesi, 14 jobbágy és 4 zsellér háztartása, sörfőzdéje és malma is működött. 1828-ban 58 házában 405 lakos élt. Lakói földművesek, kézművesek voltak.
Vályi András szerint "RAJCSÁN. Tót falu Nyitra Vármegyében, földes Urai Rajcsányi, és több Uraságok; lakosai katolikusok, fekszik N. Tapoltsánhoz egy mértföldnyire, Nadlánhoz nem meszsze, mellynek filiája, határja ollyan, mint Nadláné, második osztálybéli."
Fényes Elek szerint "Rajcsán, tót falu, Nyitra vgyében, a thuróczi postautban, ut. p. N.-Tapolcsányhoz északra 1 órányira: 345 kath., 20 zsidó lak. F. u. a Rajcsányi család."
A trianoni békeszerződésig Nyitra vármegye Nyitrazsámbokréti járásához tartozott.
Később is megőrizte mezőgazdasági jellegét, nagyrészt a Motešicky család nagybirtokához tartozott.

## Népessége
| Év:            | 1994. | 2004.   | 2014.   | 2024.   |
| -------------- | ----- | ------- | ------- | ------- |
| Emberek száma: | 562   | 574     | 547     | 528     |
| Eltérés:       |       | +2,13 % | -4,70 % | -3,47 % |

| Év:            | 2023. | 2024. |
| -------------- | ----- | ----- |
| Emberek száma: | 528   | 528   |
| Eltérés:       |       | +0 %  |

1910-ben 476, túlnyomórészt szlovák lakosa volt.
2001-ben 586 lakosából 581 volt szlovák.
2011-ben 550 lakosából 541 szlovák.

## Nevezetességei
- Római katolikus temploma 1640-ben épült reneszánsz stílusban. A 18. század harmadik negyedében toronnyal és sekrestyével bővítették.
- Kúriája eredetileg reneszánsz stílusú volt, 1638-ben épült. 1810 és 1822 között átépítették.

## Külső hivatkozások
- Községinfó
- Rajcsány Szlovákia térképén
- E-obce.sk Archiválva 2008. február 19-i dátummal a Wayback Machine-ben